# Rue Demarquay
Die Rue Demarquay ist eine Straße im Quartier Saint-Vincent-de-Paul des 10. Arrondissements in Paris.

## Lage
Die Rue Demarquay beginnt auf der Höhe der Nr. 23 der Rue de l'Aqueduc und endet nach 156 Metern in Höhe der Nr. 190 der Rue du Faubourg-Saint-Denis. Die Straße ist eine ruhig gelegene Wohnstraße in der Nähe zweier Bahnhöfe, des Gare de l’Est und des Gare du Nord. In ihrem Verlauf kreuzt keine andere Straße.

## Namensursprung
Die 1882 fertiggestellte Straße wurde nach dem Chirurgen Jean Nicolas Demarquay (1815–1875) benannt, der Chefarzt an des Maison de santé Dubois, heute Hôpital Fernand-Widal, war. Das Krankenhaus liegt hinter der Straße.

## Geschichte
Die Straße mit einer Breite von 12,60 Metern weist auf ihren beiden Seiten eine Wohnbebauung aus zwei verschiedenen Epochen auf. Die nördliche Seite, mit sechsstöckigen Häusern und sich abwechselndem Fassadenschmuck, ist aus den 1870er Jahren, der Entstehungszeit der Straße, erhalten geblieben. Die südliche Seite wurde komplett abgerissen und in den 1980er Jahren neu bebaut.

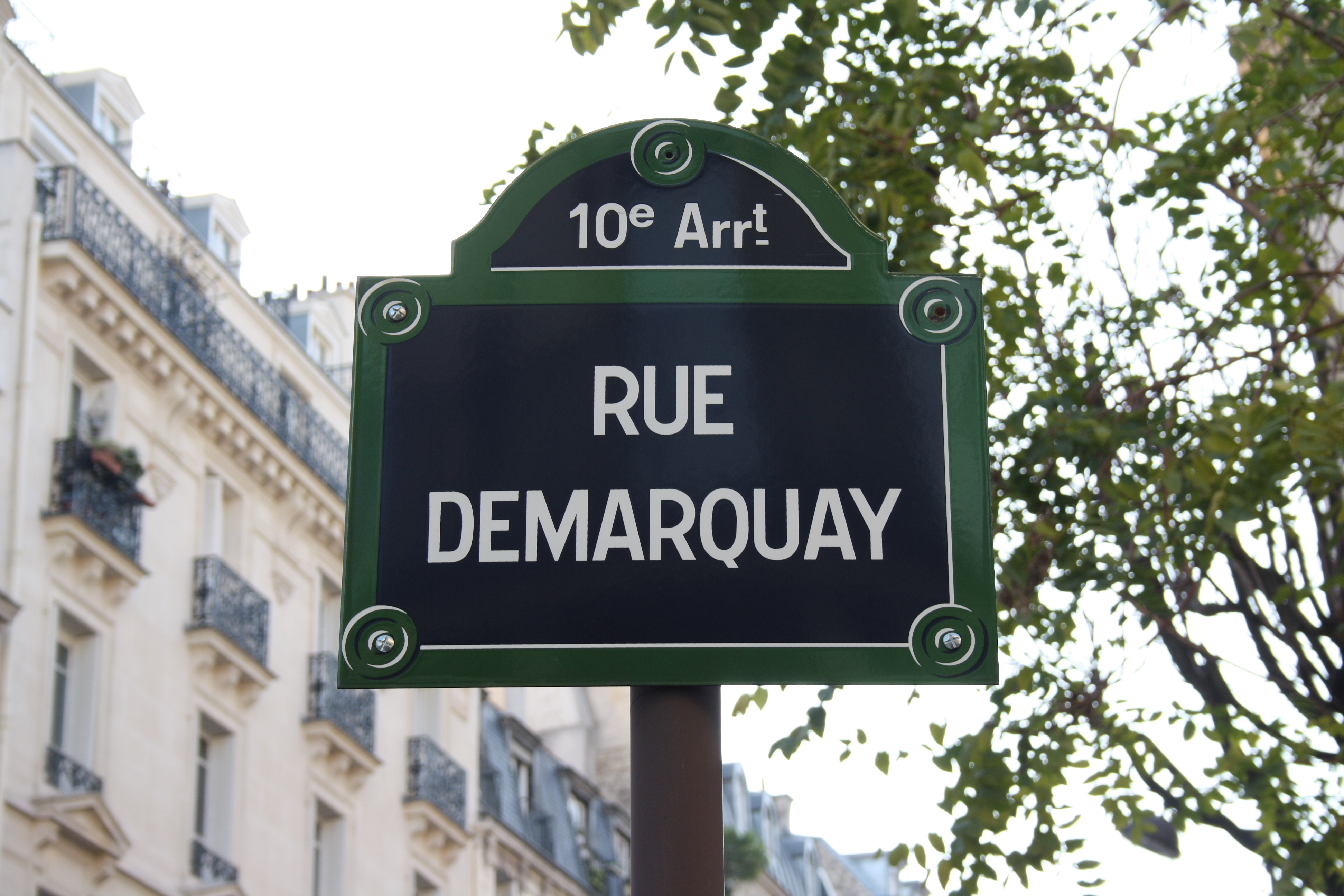
Straßenschild an der Ecke zur Rue de l'Aqueduc
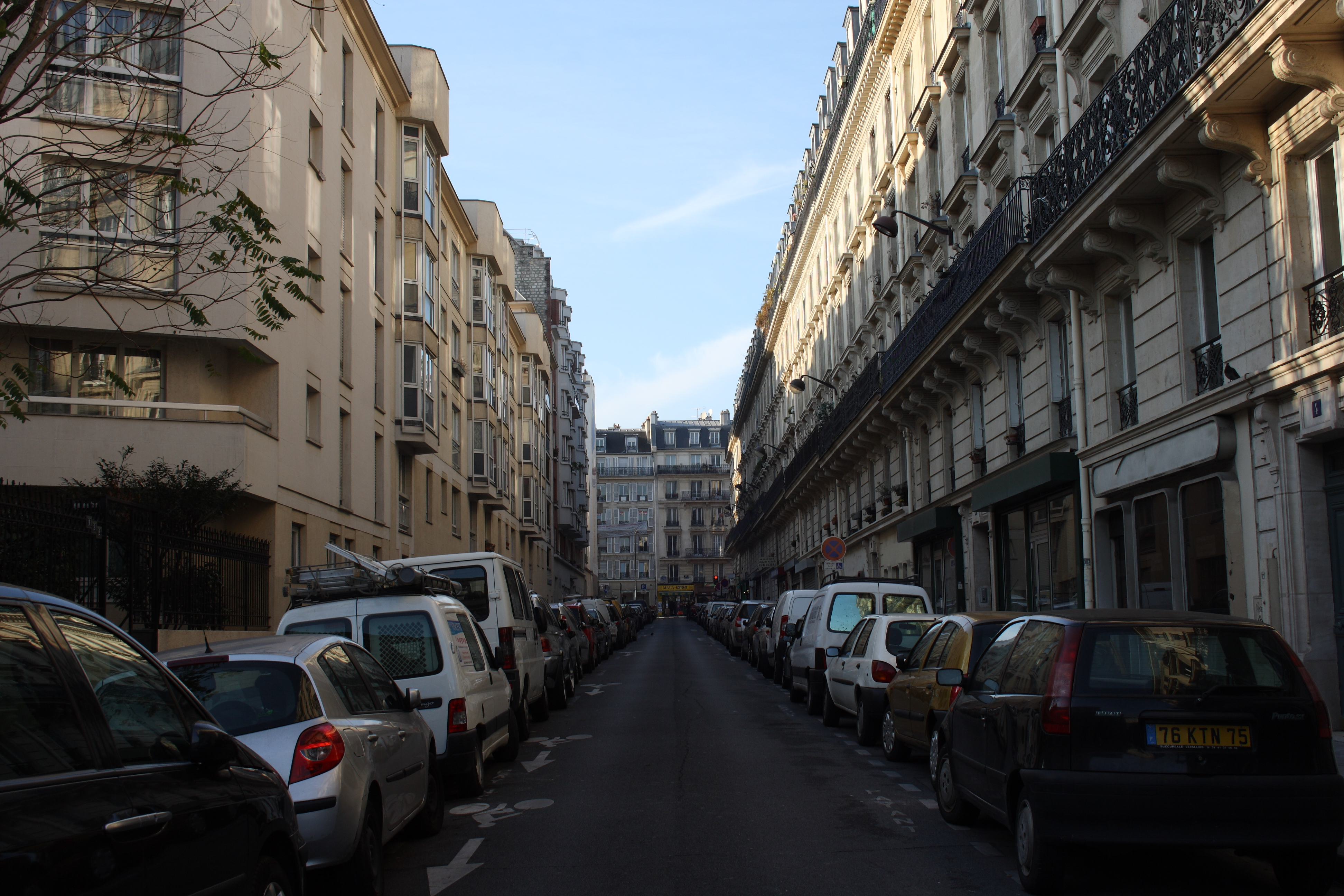
Ansicht der Rue Demarquay: rechte Bebauung aus den 1870er Jahren, links Neubauten aus den 1980er Jahren

## Sehenswürdigkeiten
- Auf der Nordseite befinden sich Gebäude aus dem 19. Jahrhundert, die am Hügel aufsteigend angeordnet sind von Rue de l’Aqueduc zur Rue du Faubourg–Saint–Denis. Auf der Südseite stehen Gebäude jüngeren Datums. Das letzte Gebäude an der Ecke zur Rue de l’Aqueduc stammt sogar aus den Jahren 1985–1990.
- Der Bunker am Gare de l’Est.[2][3]